# بگونیا گارسیا پینیرو
بگونیا گارسیا پینیرو (اسپانیایی: Begoña García Piñero‎؛ زادهٔ ۱ مارس ۱۹۷۶) بازیکن بسکتبال زن اهل اسپانیا است. وی در بازی‌های المپیک تابستانی ۲۰۰۴ شرکت کرده‌است.